# One Step Closer (canción de U2)
«One Step Closer» es la novena canción del undécimo álbum de estudio de U2, How to Dismantle an Atomic Bomb, lanzado en 2004. Fue escrita por Bono, The Edge y Larry Mullen Jr.

## Origen
Los orígenes de One Step Closer se remontan a las sesiones de grabación del álbum All That You Can't Leave Behind. Esta idea se retomó al producir How to Dismantle an Atomic Bomb, con Lanois introduciendo un pedal steel guitar, además de las guitarras de The Edge y Bono, y las influencias musicales que van desde la música country a The Velvet Underground.
Una grabación de la canción duró más de 15 minutos, añadiendo muchos versos de Bono, los cuales luego fueron descartados por ser demasiado extensa. También el productor Jacknife Lee contribuyó a finalizar la grabación.
El título de One Step Closer fue gracias a una conversación de Noel Gallagher de Oasis. El título de la canción viene de una conversación que Gallagher mantuvo con Bono sobre la muerte de su padre, Bob Hewson. Bono le preguntó, "¿Crees que él cree en Dios?" a lo que Gallagher respondió: "Bueno, él está un paso más cerca de saberlo."
Como muchas otras canciones de U2, existen múltiples posibles interpretaciones sobre el significado de la canción, el sentimiento del cantante de estar perdido, pero aún a la deriva hacia algún tipo de entendimiento que es posible lograr a cualquier edad, y la representación del padre de Bono que tiene una crisis de fe. Otra interpretación, del biógrafo de Bono, Mick Wall es que la canción está "claramente vinculada" al padre de Bono, y al hecho de "escuchar algo dolorosamente bello".
Hasta el final del Vertigo Tour, la canción nunca ha sido tocada en ningún concierto de la banda.

## Estilo
La canción es una grabación en tiempo lento, con la letra de Bono en torno a imágenes de tráfico. La "niebla atmosférica" remonta al trabajo de U2 mediados de la década de 1980, según el productor Daniel Lanois.